# فرنسيس مارشال
فرنسيس مارشال (30 يناير 1888 برغبي في المملكة المتحدة - 24 مايو 1955 في المملكة المتحدة) (بالإنجليزية: Francis Marshall)‏ هو لاعب كريكت بريطاني (وحمل سابقاً جنسية المملكة المتحدة لبريطانيا العظمى وأيرلندا). لعب مع نادي وارويكشاير للكريكيت ‏.

## وصلات خارجية
- فرنسيس مارشال على موقع إي آس بي آن كريك إنفو (الإنجليزية)